# Tim Blaney
Timothy Patrick "Tim" Blaney (23 de abril de 1959) es un actor de voz y titiritero estadounidense, reconocido por aportar las voces de Frank el Pug en Men in Black y Men in Black II y del robot Johnny 5 en Cortocircuito y Cortocircuito 2.

## Filmografía

### Cine
| Año  | Título                          | Papel        | Notas |
| ---- | ------------------------------- | ------------ | ----- |
| 1986 | Short Circuit                   | Johnny Five  | Voz   |
| 1986 | Flight of the Navigator         |              | Voz   |
| 1988 | Short Circuit 2                 | Johnny 5     | Voz   |
| 1997 | Men in Black                    | Frank el Pug | Voz   |
| 2000 | How the Grinch Stole Christmas  |              | Voz   |
| 2002 | Men in Black II                 | Frank el Pug | Voz   |
| 2004 | The SpongeBob SquarePants Movie | Goofy Goober | Voz   |
| 2008 | Forgetting Sarah Marshall       |              | Voz   |
| 2008 | Studio DC: Almost Live          |              | Voz   |
| 2011 | The Muppets                     |              | Voz   |
| 2012 | Men in Black 3                  | Gusano       | Voz   |
| 2019 | Men in Black: International     | Frank el Pug | Voz   |

### Televisión
| Año       | Título                       | Papel           | Notas |
| --------- | ---------------------------- | --------------- | ----- |
| 1994      | Dinosaurs                    |                 |       |
| 1996–1997 | Muppets Tonight              |                 |       |
| 2004      | Angel                        | Grufus          |       |
| 2006      | Still Standing               | Jess Milton     |       |
| 2013–2017 | Uncle Grandpa                | Emperador Krell |       |
| 2017–     | Mystery Science Theater 3000 |                 |       |